# 堀江町 (徳島県)
堀江町（ほりえちょう）は、かつて徳島県板野郡にあった町。現在の鳴門市堀江地区（姫田・大谷・池谷・松村・高畑・牛屋島・東馬詰・中馬詰・西馬詰・市場）。

## 地理
讃岐山脈東端近くに位置し、北部は天円山を含む山地、南部は吉野川下流の沖積平野、その中間部の大谷川などの扇状地からなる。讃岐山脈沿いと旧吉野川沿いの2ヵ所に集落が分かれるため、前者は山つき、後者は川つきとも称される。

## 沿革
- 1889年（明治22年）10月1日 - 町村制施行に伴い板野郡板東村・姫田村・大谷村・池谷村・松村・高畑村・牛屋島村・東馬詰村・中馬詰村・西馬詰村・市場村の区域をもって堀江村が成立。
- 1953年（昭和28年）4月1日 - 堀町制施行し堀江町となる。
- 1959年（昭和34年）4月1日 - 板東町と新設合併し大麻町が発足。同日堀江町廃止。